# Gabriele Allegra
Gabriele Stefano Maria Allegra (San Giovanni la Punta, 26 dicembre 1907 – Hong Kong, 26 gennaio 1976) è stato un presbitero, francescano e biblista italiano venerato come beato dalla Chiesa cattolica.
Tradusse in cinese l'intera Bibbia.

## Biografia
Pur essendo nato nel dicembre 1907, venne registrato all'anagrafe il 2 gennaio 1908.
Primogenito di 8 figli, a 11 anni entrò tra i frati minori nel convento di San Biagio di Acireale. Completati gli studi, si recò a Roma venendo ordinato sacerdote il 20 luglio 1930, per prepararsi alla vita missionaria in Cina,  ove arrivò nel 1931 all'età di 24 anni. Qui tradusse la Bibbia in cinese con l'aiuto del vescovo Raffaelangelo Palazzi.
Dedicò gran parte della sua esistenza all'attività di diffusione dei principi cristiani nell'Estremo oriente. Dal 1939 al 1944 lavorò alacremente alla traduzione dell'Antico Testamento in lingua cinese.
Fondò a Pechino, nel 1945, uno studio biblico, annesso alla locale Università cattolica, che poi fu costretto a chiudere nel 1948 con l'avanzata dell'esercito di Mao.
Si trasferì allora definitivamente ad Hong Kong nel 1950. Qui continuò la traduzione delle parti restanti dell'Antico Testamento e iniziò la traduzione del Nuovo Testamento. La traduzione dell'intera Bibbia fu ultimata con l'aiuto di diversi collaboratori nel 1961. Pubblicò in lingua cinese anche la traduzione dei più noti documenti pontifici di Leone XIII e Paolo VI. Il suo amore per la Cina si espresse pure nel servizio ai lebbrosi, nella venerazione e conservazione delle reliquie dei santi martiri in Cina, come nel caso di sant'Antonino Fantosati.
Nel 1955 la Pontificia Università Antonianum gli conferì il dottorato honoris causa.
Padre Allegra si spense ad Hong Kong il 26 gennaio 1976 a causa di un aggravamento delle condizioni di salute generale.
La sua casa natale venne ristrutturata per merito di alcuni suoi discendenti e della Onlus Gabriele Fra le Genti nel 2019.

## Beatificazione
Nel 1984 il vescovo di Hong Kong John Wu promosse la causa di beatificazione. Dopo la conclusione positiva della fase diocesana del processo di beatificazione, nel 1994 la Santa Sede ha riconosciuto le sue virtù eroiche ed è stato proclamato venerabile. Il 23 aprile 2002, alla presenza di Giovanni Paolo II, è stato promulgato il decreto riguardante un miracolo attribuito all'intercessione di Gabriele Maria Allegra, la guarigione di un medico da un tumore in fase terminale. Il 29 settembre 2012 è stato beatificato ad Acireale, presso la basilica cattedrale di Maria SS. Annunziata.
In occasione della beatificazione, è stato composto un inno per coro e organo, dal titolo Inno al Beato Gabriele (con testo di Orazio Greco e musica di Antonio Macrì). Negli anni '90 Allegra restituisce la voce ad una donna di San Giovanni la Punta, di nome Concettina, le cui prime parole furono "Ti ringrazie Allegre".